# Nazionale maschile di pallamano di Cuba
La nazionale di pallamano maschile di Cuba è controllata dalla Federazione cubana di pallamano (Federación Cubana de Balonmano).
Nel suo palmarès vanta otto titoli panamericani.

## Palmarès

### Campionati panamericani
- (1979, 1981, 1983, 1985, 1989, 1994, 1996, 1998)
- (2000)
- (2008)

### Competizioni principali
- 1936: non qualificata
- 1972: non qualificata
- 1976: non qualificata
- 1980: 11º posto
- 1984: boicottata
- 1988: boicottata
- 1992: non qualificata
- 1996: non qualificata
- 2000: 11º posto
- 2004: non qualificata
- 2008: non qualificata
- 2012: non qualificata

- 1938: non qualificata
- 1954: non qualificata
- 1958: non qualificata
- 1961: non qualificata
- 1964: non qualificata
- 1967: non qualificata
- 1970: non qualificata
- 1974: non qualificata
- 1978: non qualificata
- 1982: 13º posto
- 1986: 15º posto
- 1990: 14º posto
- 1993: non qualificata
- 1995: 13º posto
- 1997: 14º posto
- 1999: 8º posto
- 2001: non qualificata
- 2003: non qualificata
- 2005: non qualificata
- 2007: non qualificata
- 2009: 20º posto
- 2011: non qualificata
- 2013:
- 2015:

- 1979:  Campione delle Americhe
- 1981:  Campione delle Americhe
- 1983:  Campione delle Americhe
- 1985:  Campione delle Americhe
- 1989:  Campione delle Americhe
- 1994:  Campione delle Americhe
- 1996:  Campione delle Americhe
- 1998:  Campione delle Americhe
- 2000:  2º posto
- 2002: non qualificata
- 2004: non qualificata
- 2006: non qualificata
- 2008:  3º posto
- 2010: 4º posto
- 2012: non qualificata